# 鴨川站
鴨川站（日语：／ Kamogawa eki */?）是位於日本香川縣坂出市府中町，隸屬於四國旅客鐵道（JR四國）的鐵路車站，車站編號為Y06。本站現時主要停靠普通列車，清晨及深宵時份亦有數班快速「Marine Liner」及在白天時間的少量快速「Sunport」及「Sunport 南風接駁號」停靠。由於JR四國精簡架構的關係，自2010年10月1日起，本站降格為全日無人站。

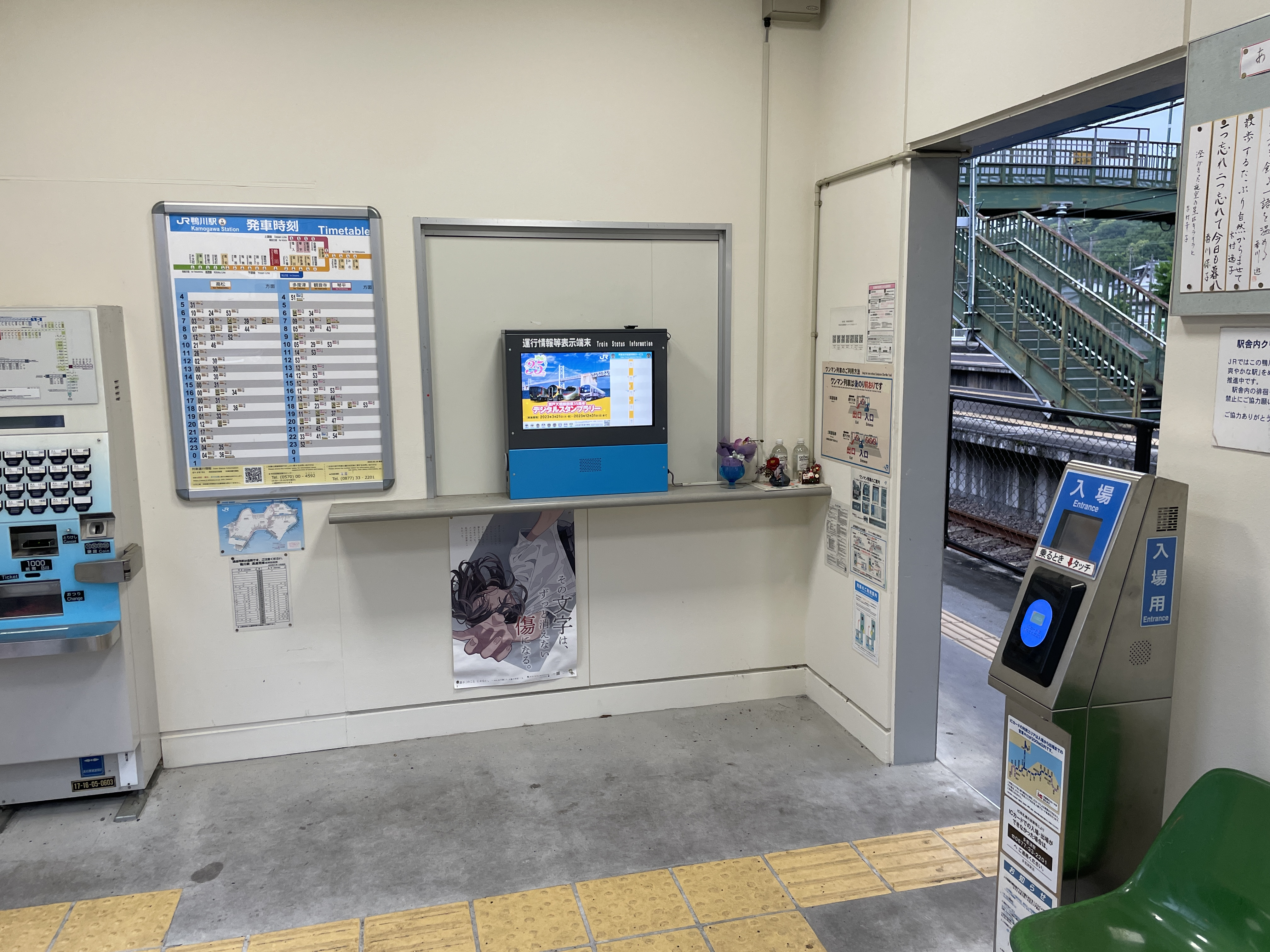
驗票口(2023年5月)

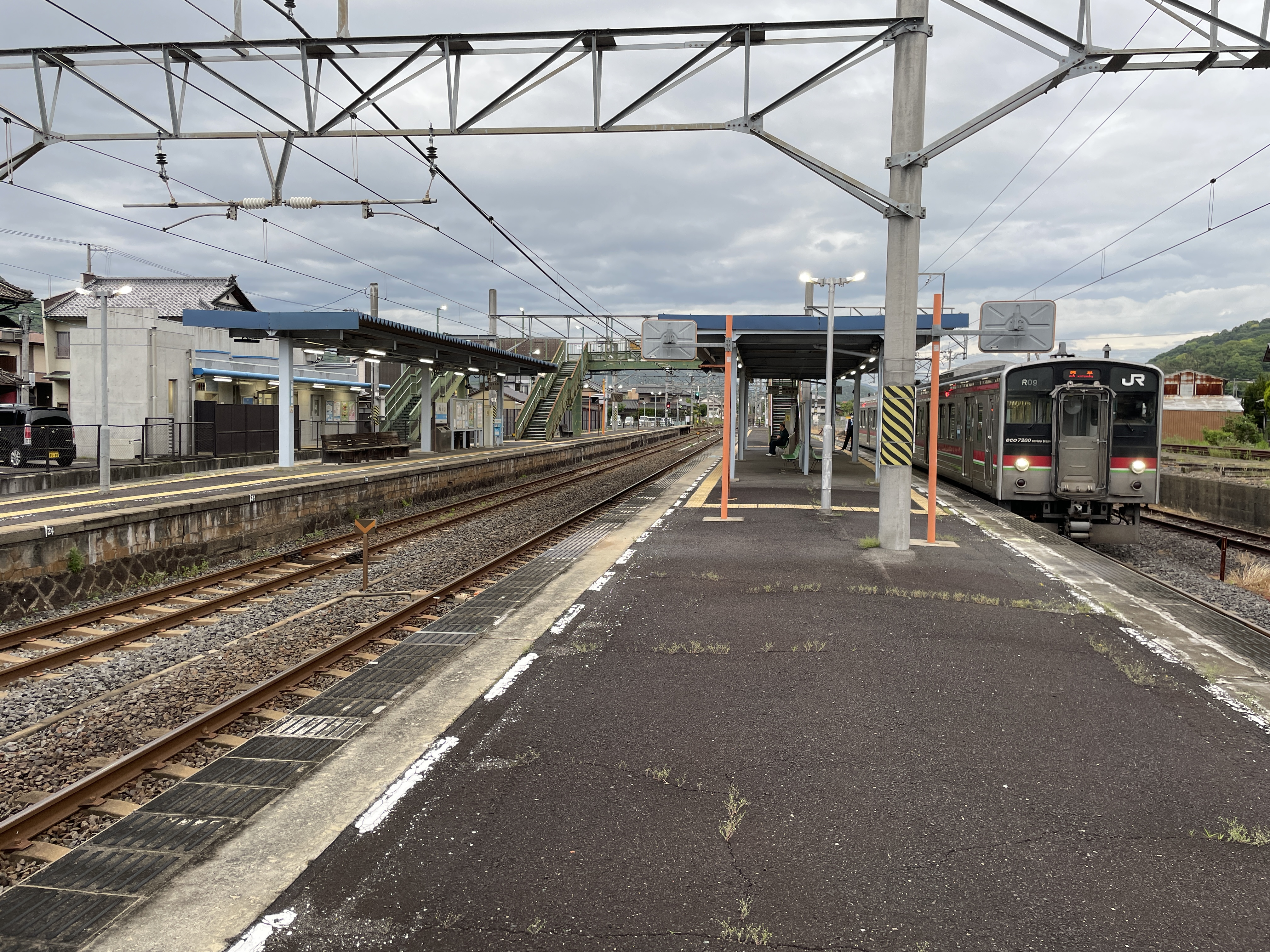
月台(2023年5月)

## 車站結構
本站現時的站房為第二代站房，以水泥及鋼筋所建成的單層建築物，並於2002年2月落成啟用。車站出入口可以直接通往閘口，站內設有售票窗口（無人化後已停用）、自動售票機、候車室、洗手間及儲物室等基本設施。通過閘口後，沿舊有的側式月台（現已加設圍欄），再經過行人天橋到達各月台。
第一代站房則為木製單層結構，國鐵時代由於前後的八十場站及讚岐府中站皆為臨時站，大部份列車均會通過不靠站，因而初期成為了附近地區的中心站。
站內設有島式月台2個及側式月台1個，另外站房上原設的另一個側式月台仍然保留下來，但現時已改為通往各島式月台之通道，並加上了安全圍欄。靠近站舍的1,2號島式月台，是隨瀨戶大橋線及複線化工程而首先建成的。最初快速列車「Marine Liner」並不停靠，後來因應提升速度、車站重建及「Marine Liner」加停等因素，因而需要多興建月台以作為停車及避車之用，因而在外側另外興建多一個島式月台（3,4號月台）及側式月台。但側式月台由始至今仍然未投入服務過，而行人天橋亦未有連接至此。現實只作為保線路段之用，月台上亦用作擺放物資之用。
月台的有效長度為6輛，剛好符合一列正常長度的「Marine Liner」列車。但1號月台只有5輛，這是因為往高松方向一段因遷就旁邊下行主線（2號月台）需增長月台以容納6輛停靠而讓出部份空間，而且增長部份寬度過窄，不適合兩邊使用。行人天橋上落口設於月台中央位置，並在朝向八十場站方向的約1輛車廂長度的月台裝有上蓋。

### 月台配置
| 月台 | 路線    | 方向 | 目的地                   | 備註                    |
| ---- | ------- | ---- | ------------------------ | ----------------------- |
| 1、2 | ■予讚線 | 上行 | 高松方向                 |                         |
| 3、4 | ■予讚線 | 下行 | 多度津、觀音寺、琴平方向 | 包括■瀨戶大橋線岡山方向 |

## 歷史
- 1897年2月21日：隨讚岐鐵道高松－丸龜開通而設站。
- 1904年12月1日：經營權改由山陽鐵道營運。
- 1906年：鐵道國有化，成為日本國有鐵道車站。
- 1969年10月1日：貨物轉運服務中止。
- 1970年6月1日：取消貨運服務。
- 1985年3月14日：停留所化、行李託運服務中止。
- 1987年4月1日：日本國鐵分割民營化，車站的營運由JR四國繼承。
- 2001年：第一代站舍折卸，並撘起臨時站舍。[2]
- 2002年2月：第二代站舍啟用。
- 2010年10月1日：降為無人站。[3]
- 2014年3月1日：可以使用ICOCA咭出入閘[4]，於閘口及月台加設共3部讀咭器。[5]

## 使用情況
每日平均上車人次如下。
| 上車人次推移 | 上車人次推移 |
| 年度         | 1日平均人數  |
| ------------ | ------------ |
| 2008         | 381          |
| 2009         | 373          |
| 2010         | 375          |
| 2011         | 346          |
| 2012         | 332          |
| 2013         | 339          |
| 2014         | 336          |

## 相鄰車站
四國旅客鐵道（JR四國）
■予讚線（包括■瀨戶大橋線）
■快速「Marine Liner」（早朝、深夜以外）、■快速「Sunport」（下記以外）
通過
■快速「Marine Liner」（只限早朝、深夜）、■快速「Sunport」（早上上行、黃昏上行1班）
國分（Y04）－鴨川（Y06）－坂出（Y08）
■快速「Sunport」（黃昏以後只限下行）
端岡（Y03）－鴨川（Y06）－坂出（Y08）
■普通
讚岐府中（Y05）－鴨川（Y06）－八十場（Y07）